# قاش‌آلتی قراقویون‌لو
قاش‌آلتی قراقویون‌لو (به لاتین: Qaşaltı Qaraqoyunlu) یک منطقه مسکونی در جمهوری آذربایجان است که در شهرستان گران‌بوی واقع شده است. قاش‌آلتی قراقویون‌لو ۷۲۱ نفر جمعیت دارد.